# Amenity again
「amenity again」（アメニティ アゲイン）は、日本のバンドDのギタリストRuizaの1枚目のシングル。2006年7月12日発売。発売元はGODS CHILD RECORDS。
Ruizaにとって初のマキシシングルであり、MTPM SPECIAL PROJECTとしてのリリース。

## 収録曲
1. by degrees
2. amenity again
3. wthin
4. welter
5. follow